# Cameron–Erdős-sejtés
A kombinatorika területén a Cameron–Erdős-sejtés (most már tétel) az az állítás, hogy {\displaystyle |N|=\{1,\ldots ,N\}} összegmentes részhalmazai száma {\displaystyle O\left({2^{N/2}}\right).}
Ha a páratlan számok halmazát tekintjük: két páratlan szám összege mindig páros, így bármely, kizárólag páratlan számokat tartalmazó halmaz összegmentes. Az   |N|-ben pontosan {\displaystyle \lceil N/2\rceil } páratlan szám van, ezek részhalmazainak száma {\displaystyle 2^{N/2}}. A Cameron–Erdős-sejtés azt mondja ki, hogy ez valamennyi összegmentes halmazra igaz.
A sejtést Peter Cameron és Erdős Pál fogalmazta meg 1988-ban. Ben Green, illetve tőle függetlenül Alexander Sapozhenko igazolta 2003-ban.